# 2616 Lesya
2616 Lesya (1970 QV) là một tiểu hành tinh vành đai chính được phát hiện ngày 28 tháng 8 năm 1970 bởi T. Smirnova ở Nauchnyj.